# Willy Gay
Willy Max Gay (* 22. Februar 1890 in Burg im Kreis Jerichow; † 28. Februar 1975 in Köln) war ein deutscher Polizeibeamter. Nach dem Zweiten Weltkrieg war er der erste Chef der Kriminalpolizei in Köln.

## Ausbildung, Erster Weltkrieg, Studium und Eintritt in die Polizei
Der Sohn des Majors der Schutzpolizei Albert Gay besuchte in Erfurt das Realgymnasium. Dem Vorbild des Vaters folgend, wollte auch er die Laufbahn eines Offiziers bei der Polizei einschlagen. Im Herbst 1912 bestand er eine Prüfung, die ihn auf den Verwaltungsdienst vorbereiten sollte. Weiterhin besuchte er Vorlesungen der Fächer der Staats- und Rechtswissenschaften an der Universität Jena.
Am Ersten Weltkrieg nahm er als Reserveoffizier der Feldartillerie teil. Im Jahre 1919 setzte er seinen Weg zum Polizeioffizier fort. Eine Einstellung zur Überprüfung erfolgte im März 1919, worauf er im folgenden August als Kommissar bei der Polizei in Erfurt eingestellt wurde. Nach der praktischen Einführung im Revierdienst wurde seine Dienststellung als Kriminalkommissar bestätigt.

## Polizeipreis und Berufung zur Landespolizei Berlin
Im Jahre 1923 wurde er reichsweit in den Kreisen der Polizei erstmals bekannt. Bei einem Wettbewerb über das Thema Wie kann die vorbeugende Tätigkeit der Polizei bei Bekämpfung des Verbrechertums ausgebaut und erfolgreich gestaltet werden?, welches vom Innenministerium ausgeschrieben wurde, erhielt er den ersten Preis. Damit war seine weitere Laufbahn gesichert.
Schon im August 1925 erfolgte seine Versetzung an das Landeskriminalpolizeiamt (LKPA) im Polizeipräsidium Berlin. Damit war rückwirkend eine Beförderung zum Oberinspektor der Polizei verbunden. Zwei Jahre später erlangte er die Stellung der Vertretung eines Polizeireferenten im Preußischen Ministerium des Innern für die kriminalpolizeilichen Belange. In dieser Position erstellte er zahlreiche Erlasse im Rahmen der Preußischen Landeskriminalpolizei.

## Konzeptionen zur Polizeitaktik und Verbrechensvorbeugung
Die Vorschriften Kriminalpolizeilicher Funkverkehr, Fingerabdruckverfahren, Kriminalpolizeiliches Fahndungswesen, Kriminalpolizeiliches Nachrichtenwesen und weitere Schriften prägten von nun an seinen Ruf als einer der führenden Kriminalisten in Deutschland. Weiterhin war er ab 1928 mit der Schriftleitung der Zeitschrift Kriminalistische Monatshefte betraut. Auch gab er das Deutsche Kriminalpolizeiblatt und das Deutsche Fahndungsbuch neben Dienstvorschriften der Polizei heraus.
Dienstlich übernahm er 1928 die Leitung der Berliner Zentrale der Kriminalpolizei, die die Gebiete der Erkennungsdienstzentrale, der Fahndungszentrale und der Nachrichtenzentrale umfasste. In diesem Amt wurde er zweimal wegen besonderer Verdienste vom Minister des Inneren ausgezeichnet. Zum kriminaltechnischen Referenten im Preußischen Ministerium des Inneren wurde er im Januar 1930 berufen, worauf er 1932 zum Regierungsrat befördert wurde.

## Versetzung nach NS-Machtübernahme
Nach der „Machtergreifung“ durch die Nationalsozialisten im Anfang des Jahres 1933 musste er mit Oberregierungsrat Meydam seine Dienststellung räumen, die von dem Kriminalkommissar Arthur Nebe bzw. Erich Liebermann von Sonnenberg eingenommen wurden. Zum 1. Mai 1933 trat er der NSDAP bei (Mitgliedsnummer 2.580.430), was sich jedoch nicht für ihn fördernd auswirkte. Gay wurde im Juni 1933 nach Magdeburg versetzt, wo er die Leitung der Kriminalpolizei übernahm. Der spätere Kriminalkommissar Kurt Zillmann hatte Gay in bester Erinnerung:
„Mein zweiter ›Lehrmeister‹ in Magdeburg war nach der Versetzung von Holters nach Stettin Regierungskriminalrat Willi Gay, der eine Spitzenstellung im preußischen Ministerium des Inneren 1933 wegen der politischen Ummodelung verlassen musste. Gay war der Vater der Organisations- und Meldeerlasse für die preußische Polizei aus den Jahren 1925–1927, von Bedeutung insbesondere für die Kriminalpolizei.“

## Position bei der Kriminalpolizei Köln
Im Jahr 1934 wurde er in Köln stellvertretender Leiter der Kriminalpolizei. Hier betätigte er sich unter anderem in der Inspektion Vorbeugende Verbrechensbekämpfung. Als der Kölner Regierungspräsident 1935 mehr Aktivitäten der Polizei forderte, da die Kriminalität in der Stadt Köln immer noch zu hoch sei, forderte Gay einige Maßnahmen zu einer verschärften vorbeugenden Verbrechensbekämpfung. Grabitz führte dazu an, dass Gay sich darauf berief, schon 1921 den Standpunkt des heutigen Staates in einer Schrift geäußert zu haben.
Bei Ausbruch des Zweiten Weltkriegs diente er sieben Monate lang bei der Luftwaffe. Schon 1941 nahm er seinen Dienst in Köln wieder auf. Noethen gibt an, dass mehrere Akten zeigen, wie Gay bei Personen, die in die Konzentrationslager (KZ) eingewiesen wurden, das Aktenzeichen R.U. (Rückkehr unerwünscht) notierte. Diese Anmerkung war für das SS-Personal im KZ praktisch eine Aufforderung zur Tötung des Deportierten.

## 1945: Leiter der Kölner Kripo und Berufung ins Landesministerium
Am 1. Oktober 1945 übernahm Gay die Position des bisherigen Kriminalkommissars Wilhelm Heller als Leiter der Kriminalpolizei in Köln, womit ein Neuaufbau der Tätigkeiten der Polizei verbunden war. Im Januar 1952 wurde Gay dann im Innenministerium des Landes Nordrhein-Westfalen zum kriminalpolizeilichen Sachreferenten berufen. Damit verbunden war die Beförderung zum Regierungs- und Kriminaldirektor.
Am 1. Oktober 1952 übernahm er das Amt des Herausgebers der Fachzeitschrift Kriminalistik. Im Jahre 1958 veröffentlichte der Kriminalbeamte Herbert Kosyra das Buch Mörder, Räuber und Banditen – Das polnisch-oberschlesische Bandenwesen während des Zweiten Weltkriegs 1939–1945. Zu diesem Buch schrieb Gay ein Vorwort. Darin bezog er sich offensichtlich auf seine früheren Erfahrungen, denn er schrieb vom Kampf der Ordnungselemente, der sich gegen ein entfesseltes Untermenschentum richten müsse.
Gay hatte 1928 Ida Elise Charlotte Sauerland in Berlin geheiratet. Er verstarb 1975 wenige Tage nach seinem 85. Geburtstag.

## Schriften
- Ein harter Kampf erfordert scharfe Waffen. Wir kämpfen ihn, drum gilt es sie zu schaffen, in: Willy Gay, Max Julier, Wie kann die vorbeugende Tätigkeit der Polizei bei Bekämpfung des Verbrechertums ausgebaut und erfolgreicher gestaltet werden? Zwei preisgekrönte Arbeiten aus dem Preisausschreiben der Freien Vereinigung für Polizei- und Kriminalwissenschaft, Berlin 1925
- Die preußische Landeskriminialpolizei. Ihre Errichtung, ihre bisherige und beabsichtigte Entwicklung, ihre Aufgaben, (= Landeskriminalpolizei, Erl. = Vorschriften für die staatliche Polizei Preußen, H. 32), Berlin 1928
- Die Preussische Landeskriminalpolizei in: Journal of the American Institute of Criminal Law and Criminology, Vol. 20, No. 1 (May, 1929), pp. 158–159
- Kriminalpolizei, 1937
- Die Stellung der Kriminalpolizei im Strafprozess, in Kriminalistik, Heft 5, 1957
- Der Fall Kürten. Sachdarstellung und Betrachtungen mit Otto Steiner, Hamburg 1957